# Brad Mehldau

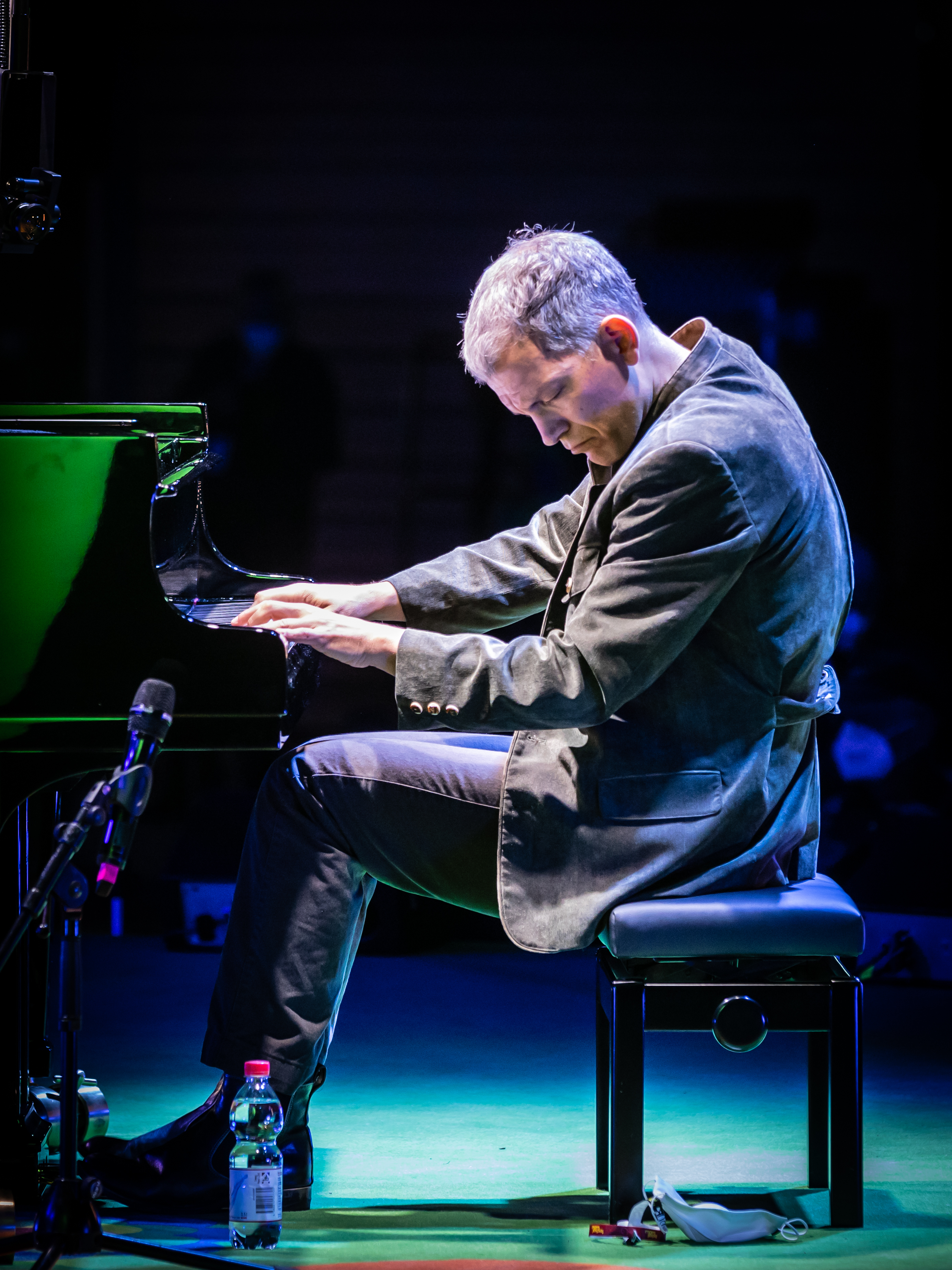
Brad Mehldau (2021)

Brad Mehldau (* 23. August 1970 in Jacksonville, Florida) ist ein US-amerikanischer Jazzpianist.

## Biographie
Bereits im Alter von sechs Jahren bekam Mehldau Klavierunterricht. Er studierte Klavier und Komposition an der New School for Jazz & Contemporary Music. Unter seinen Lehrern waren Kenny Werner, Junior Mance und Fred Hersch, der den wohl größten Einfluss auf Mehldau ausübte.
1994 war er Mitglied des Ensembles der Europa-Tournee des Joshua Redman Quartet, bestehend aus Mehldau, Joshua Redman, Christian McBride und Brian Blade. Im Folgejahr, 1995, gründete er das Brad Mehldau Trio zusammen mit Larry Grenadier (b) und Jorge Rossy (dr), dessen erstes Album "Introducing Brad Mehldau" noch im gleichen Jahr viel Lob erntete.
Die hauptsächlichen Einflüsse in Mehldaus Musik kommen von Franz Schubert genauso wie von Oscar Peterson und Keith Jarrett – aber auch von Miles Davis und John Coltrane. Seine Art des Klavierspiels wird häufig mit dem von Bill Evans verglichen, selbst wenn es – auch nach eigenen Aussagen Mehldaus; vgl. Linernotes zu „The Art of the Trio IV“ – bedeutende Unterschiede in der musikalischen Konzeption gibt. Mehldau integriert in sein Repertoire neben Eigenkompositionen und Jazz-Standards auf den ersten Blick jazzferne Musik, so z. B. von der Alternative-Band Radiohead oder vom Folksänger Nick Drake sowie von den Beatles.
Mehldau, dessen Germanophilie und Interesse an der deutschen Kultur in den Namen zahlreicher Eigenkompositionen durchscheint („Sehnsucht“, „Zauberberg“ etc.), kann als einer der wichtigen Jazzpianisten des letzten Jahrzehnts gelten. Neben der elegischen Grundhaltung seines Musizierens ist insbesondere seine Fähigkeit zur zweihändigen kontrapunktischen Improvisation mit unabhängig geführten Stimmen für ihn charakteristisch. Vielfach gerühmt wird er dafür, dass er Popsongs wie „Paranoid Android“ von Radiohead ins Jazzidiom übertragen hat. „Tatsächlich scheint das ein Beispiel zu sein, das Schule gemacht hat“, meint der Autor und Musikkritiker Robert Fischer, für den Mehldau zu den populärsten Pianisten der letzten Jahre gehört.
Für das vom Brad Mehldau Trio veröffentlichte Album Where Do You Start (Nonesuch/Warner) erhielt der Pianist den Grand Prix de l’Académie du Jazz in der Sparte Bestes Jazzalbum (Ausland) des Jahres 2012.
Im März 2018 erschien das von Johann Sebastian Bachs Das Wohltemperierte Klavier inspirierte Album After Bach (Nonesuch/Warner).
Zwischen 1998 und 2020 wurde Mehldau zehnmal für einen Grammy nominiert. 2020 gewann er die Auszeichnung für Finding Gabriel in der Kategorie bestes Jazz-Instrumentalalbum.
Mehldau ist Vater von drei Kindern und lebt teils in New York und teils in der Nähe von Amsterdam.

## Diskographische Hinweise

### Alben als Leader oder als Solist
- Introducing Brad Mehldau (1995)
- The Art of the Trio (1996)
- Marian McPartland’s Piano Jazz (1996)
- The Art of the Trio II – Live at the Village Vanguard (1997)
- The Art of the Trio III – Songs (1998)
- Elegiac Cycle (1999)
- The Art of the Trio IV – Back at the Vanguard (1999)
- Places (2000)
- The Art of the Trio V – Progression (2000)
- Largo (2001)
- Anything Goes (2002)
- Live in Tokyo (2004)
- Day Is Done, Trio (erste CD mit dem neuen Drummer Jeff Ballard, Nonesuch 2005)
- House on Hill, Trio (mit L.Grenadier, J. Rossy, Nonesuch 2006)
- Love Sublime, Songs (Liederzyklus von Mehldau komponiert; Piano: B. Mehldau, Gesang: Renée Fleming, Nonesuch 2006)
- Brad Mehldau Trio - Live (2008, Live-Aufnahme aus dem Village Vanguard: 10/2006)
- Highway Rider (Eigenkompositionen mit Trio, Saxophon und Kammerorchester, 2010)
- Love Songs (Liederzyklus von Mehldau komponiert und zweite CD mit Fremdkompositionen; Piano: B. Mehldau, Gesang: Anne Sofie von Otter, Doppel-CD, Naïve 2010)
- Live in Marciac (2011, Solokonzert im August 2006; Doppel-CD mit DVD)
- Ode (Nonesuch, 2012)
- Where Do You Start (Nonesuch, 2012)
- 10 Years Solo Live (Boxset, Nonesuch Records, 2015)[6]
- After Bach (Nonesuch, 2018)
- Finding Gabriel (Nonesuch, 2019)
- Suite: April 2020 (Soloalbum, „Musical snapshot of the lockdown“)[7]
- Jacob's Ladder (mit Mark Giuliani, Becca Stevens, Joel Frahm, Ambrose Akinmusire, Chris Thile, Nonesuch, 2022)[8]
- Your Mother Should Know: Brad Mehldau Plays the Beatles  (2022)

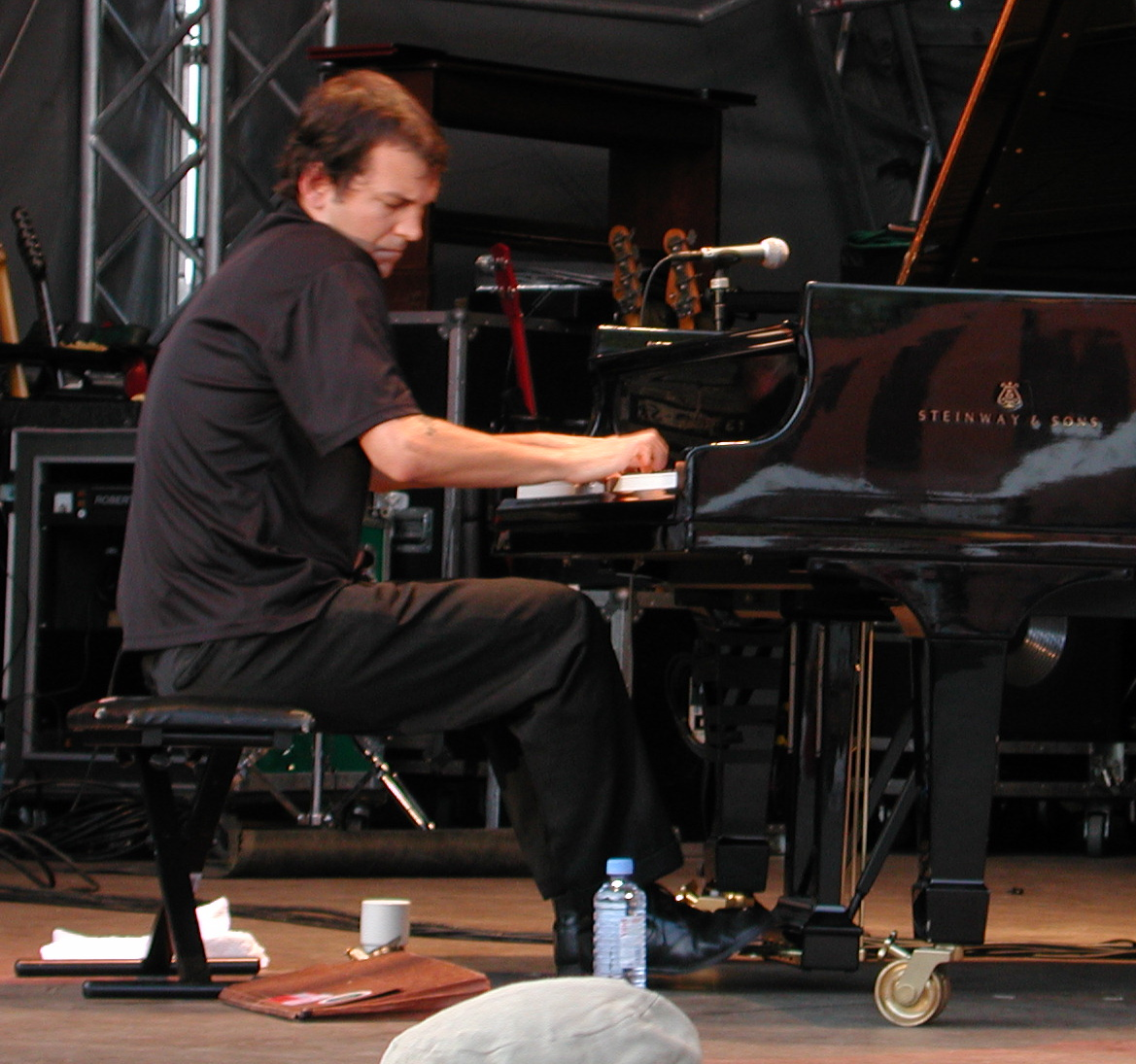
Brad Mehldau (2001)

### Alben als Co-Leader
- Mehldau, Rossy, Rossy, Sambeat New York-Barcelona Crossing Volume 1 (1993)
- Mehldau, Rossy, Rossy, Sambeat New York-Barcelona Crossing Volume 2 (1993)
- Mehldau & Rossy Trio When I Fall in Love (1993)
- Mehldau, Turner, Bernstein, Grenadier, Parker Consenting Adults (1994)
- Mehldau, Haden, Konitz Alone Together (1997)
- Mehldau, Sambeat, Rosenwinkel Friendship (2003)
- Don’t Explain (2004) Mehldau, Joel Frahm
- Metheny Mehldau (2006, mit Pat Metheny, Larry Grenadier, Jeff Ballard)
- Mehldau, Metheny, Grenadier, Ballard Metheny Meldau Quartet (2007)
- Modern Music (Nonesuch, 2011), mit Kevin Hays
- Live at Birdland (ECM, 2011), mit Lee Konitz, Charlie Haden, Paul Motian
- Mehliana: Taming the Dragon (Nonesuch, 2014), mit Mark Guiliana
- Nearness (Nonesuch, 2016), mit Joshua Redman
- Chris Thile & Brad Mehldau (Nonesuch, 2017), mit Chris Thile
- Charlie Haden & Brad Mehldau: Long Ago and Far Away (Impulse!, 2018)
- Redman, Mehldau, McBride & Blade: Long Gone (Nonsuch, 2022)[9]

### Mitwirkung als Begleitmusiker
- Peter Bernstein: Signs Live! (2017)
- Peter Bernstein: Better Angels (2024)

## Filmmusik
- 1997: Mitternacht im Garten von Gut und Böse (Midnight In The Garden of Good and Evil)
- 1999: Eyes Wide Shut
- 2000: Space Cowboys
- 2000: The Million Dollar Hotel
- 2001: Meine Frau, die Schauspielerin (Ma femme est une actrice)
- 2004: Happy End mit Hindernissen (Ils se marièrent et eurent beaucoup d'enfants)
- 2019: Der Hund bleibt (Mon chien Stupide)